# Државни савјет Уједињеног Краљевства
Државни савјет Уједињеног Краљевства (енгл. Privy Council of the United Kingdom) формално је највиша извршна власт у Уједињеном Краљевству.

## Дјелокруг
Државни савјет се формално назива Her Majesty's Most Honourable Privy Council и врши само церемонијалну функцију. Фактички носилац извршне власти је Кабинет Уједињеног Краљевства који се историјски сматра извршним комитетом Државног савјета. Државни савјет остварује највишу извршну власт на сједницама на којима доноси уредбе (енгл. Orders in Council).
Сједнице Државног савјета нису пленарне већ им најчешће присуствује само монарх, лорд предсједник Савјета и три државна савјетника. Уобичајено се одржавају једном мјесечно у монарховој резиденцији. Овакво одлучивање је познато под називом Queen-in-Council. Пленарне сједнице Државног савјета се одржавају само када монарх објављује заруке или када се упразни престо смрћу или абдикацијом.
Обичај је да монарх стоји на сједницама Државног савјета како би се брзо завршиле јер тада ниједан државни савјетник не може да сједи. Уколико је монарх одсутан или спријечен могу га заступати Counsellors of State. На сједницама лорд предсједник Савјета наводи уредбе које треба формално изгласати, а монарх само говори „одобрено“ (енгл. approved).
Поступак доношења уредби у Државном савјету је чиста формалност. Уредбе су заправо унапријед усаглашене у Кабинету на челу са премијером, а затим их краљевски министри у својству државних савјетника износе пред Државни савјет и монарха.
При Државном савјету службено постоји Судски комитет Државног савјета који је један од највиших судова Уједињеног Краљевства. Пресуде доносе петочлана или трочлана вијећа Судског комитета, али се формално потврђују на сједницама Државног савјета.

## Састав
Чланови Државног савјета се формално називају The Lords of Her Majesty's Most Honourable Privy Council док се скраћено називају Privy Councillors („тајни савјетници”) и носе титулу The Right Honourable. Број чланова Државног савјета није законски ограничен. Углавном су то посланици Дома комуна и Дома лордова, достојанственици Цркве Енглеске и високе судије. Чланство је доживотно. Именовања врши монарх на владин предлог. Предсједавајући Државног савјета је лорд предсједник Савјета који је четврти по реду државни великодостојник и члан Кабинета. Секретар Државног савјета је грађански службеник под називом Clerk of the Privy Council који стоји на челу Канцеларије Државног савјета.
Државни савјетници су: надбискуп кентерберијски, надбискуп јоршки, бискуп лондонски, суверенов приватни секретар, лорд коморник, спикер Дома комуна, лорд спикер, судије Врховног суда Уједињеног Краљевства (раније правни лордови), судије Апелационог суда Енглеске и Велса, више судије Унутрашњег дома Court of Session и лорд главни судија Сјеверне Ирске. Ипак, већина државних савјетника су политичари: премијер, министри у Кабинету, вођа опозиције, вође већих странака у Дому комуна, први министри Шкотске, Велса и Сјеверне Ирске, важнији министри изван Кабинета и уважени парламентарци. Именовање вође опозиције за државног савјетника омогућава влади да са њим дијели повјерљиве информације по условима Државног савјета.